# Красиков, Иван Петрович
Ива́н Петро́вич Кра́сиков (1919—1944) — младший сержант Рабоче-крестьянской Красной Армии, участник Великой Отечественной войны, Герой Советского Союза (1944).

## Биография
Родился 12 марта 1919 года в селе Вышеславское (ныне — Суздальский район Владимирской области). Русский. После окончания четырёх классов школы работал пастухом, затем на стройке в Москве. С 1936 года жил в Серпухове, где окончил школу фабрично-заводского ученичества и работал на фабрике «Красный текстильщик». В 1939 году переехал в Казахскую ССР.
В 1942 году был призван на службу в Рабоче-крестьянскую Красную Армию. С января 1943 года — на фронтах Великой Отечественной войны. К сентябрю 1943 года младший сержант Иван Красиков командовал миномётным расчётом 956-го стрелкового полка 299-й стрелковой дивизии 53-й армии Степного фронта. Отличился во время битвы за Днепр.
30 сентября 1943 года, находясь в составе штурмовой группы, одним из первых переправился через Днепр в районе Кременчуга и захватил плацдарм на его западном берегу. Только за первый день боёв его расчёт уничтожил 3 блиндажа противника, а также принял активное участие в отражении 13 вражеских контратак. Во время рукопашной схватки захватил немецкий пулемёт и, ведя огонь из него, уничтожил большое количество солдат и офицеров противника. Когда противник приблизился к позициям советских войск, поднял своих товарищей в атаку. В том бою он лично уничтожил 25 вражеских солдат и офицеров, но и сам был ранен.
Указом Президиума Верховного Совета СССР «О присвоении звания Героя Советского Союза офицерскому, сержантскому и рядовому составу Красной Армии» от 22 февраля 1944 года за «образцовое выполнение боевых заданий командования при форсировании реки Днепр, развитие боевых успехов на правом берегу реки и проявленные при этом отвагу и геройство» был удостоен высокого звания Героя Советского Союза. Орден Ленина и медаль «Золотая Звезда» он получить не успел, так как 12 апреля 1944 года был смертельно ранен в боях за Дубоссары.
Был также награждён орденом Красной Звезды.
Похоронен на Мемориальнрм комплексе Воинской славы г. Дубоссары.
Память
В Дубоссарах 5 мая 2010 года были открыты гранитные бюсты Героям Советского Союза похороненных на Кургане Славы: Ивана Красикова, Григория Корнеева, Ивана Шикунова, Николая Алферьева и Ивана Федосова. В честь них названы улицы в городе Дубоссары Приднестровской Молдавской Республики. В честь Красикова названы улицы в селе Павловском Суздальского района.